# Philippinische Badmintonmeisterschaft 1957
Die Philippinische Badmintonmeisterschaft 1957 fand in Manila statt. Es war die neunte Austragung der nationalen Titelkämpfe der Philippinen im Badminton.

## Titelträger
| Disziplin    | Sieger                       |
| ------------ | ---------------------------- |
| Herreneinzel | Adriano Torres               |
| Dameneinzel  | nicht ausgetragen            |
| Herrendoppel | Adriano Torres Raymond Bayot |
| Damendoppel  | nicht ausgetragen            |
| Mixed        | nicht ausgetragen            |